# Larry Norman
Larry Norman (ur. 8 kwietnia 1947 w Corpus Christi, zm. 24 lutego 2008 w Salem w stanie Oregon) – amerykański muzyk, kompozytor i producent nagraniowy. Był jednym z pionierów nurtu określanego mianem współczesnej muzyki chrześcijańskiej, jest uznawany za „ojca” chrześcijańskiego rocka. Charakterystyczną cechą nagrań Normana jest prezentowanie współczesnej kultury oraz problemów społeczno-politycznych z perspektywy chrześcijańskiej.

## Działalność artystyczna
W 1966 roku Norman podpisał kontrakt z firmą Capitol Records, a w rok później wraz ze swoim zespołem People! nagrał pierwszy album. Projekt początkowo nosił tytuł We Need A Whole Lot More of Jesus, And A Lot Less Of Rock And Roll, jednak szefowie z wytwórni postanowili ocenzurować album i zmienili tytuł na I love you. Gdy Norman dowiedział się o tej zmianie, zerwał kontrakt z Capitol Records i rozpoczął karierę solową. W 1969 roku nagrał płytę Upon This Rock uważaną za pierwszy chrześcijański album rockowy.
Jako artysta solowy współpracował z wydawnictwami Capitol Records oraz MGM, zaś w 1975 roku stworzył własną wytwórnię Solid Rock Records. Oprócz płyt Normana wytwórnia ta wydawała płyty takich artystów jak Randy Stonehill, Tom Howard, Mark Heard, Daniel Amos, Pantano & Salsbury czy Salvation Air Force.

## Dyskografia
Twórczość Normana obejmuje ponad 100 płyt, kompilacji i nieoficjalnych nagrań koncertowych, wydawanych przez rozmaite wydawnictwa. Poniższa lista wymienia niektóre albumy:
- Upon This Rock (1969)
- Only Visiting This Planet (1972)
- So Long Ago the Garden (1973)
- In Another Land (1976)
- Something New under the Son (1981)
- Stranded in Babylon (1991)